# Lonesome Crow
Lonesome Crow — дебютный студийный альбом западногерманской рок-группы Scorpions. Релиз пластинки состоялся 1 августа 1972 года. Все семь песен исполнены Клаусом Майне на английском языке. Материал, записанный в альбоме, разительно отличается от последующего творчества группы. Выделяется сюрреалистическое, местами мрачное, звучание и упор на инструментальную часть. В стилистическом музыкальном аспекте здесь смешались такие стили, как джаз, блюз, блюз-рок и психоделический краут-рок.

## Об альбоме
Это единственный альбом, где Михаэль Шенкер является полноправным членом группы — вскоре он присоединился к UFO; на его место пришёл Ульрих Рот. Впоследствии Михаэль Шенкер ненадолго присоединится к группе во время записи альбома 1979 года Lovedrive. Продюсер группы, Конни Планк, предлагал сменить название группы на Stalingrad.
Диск был использован как саундтрек к немецкому фильму Das Kalte Paradies (рус. Холодный рай).
У альбома были разные обложки, а некоторые издания имели название Action. В мае 1973 года в США вышел с таким же названием. В 1982 году для немецкого переиздания обложку создал Родни Мэттьюз.

## Список композиций
Все тексты написаны Клаусом Майне, Вольфгангом Дзиони и Лотаром Хаймбергом, вся музыка написана Рудольфом и Михаэлем Шенкерами.
| №  | Название                         | Длительность |
| -- | -------------------------------- | ------------ |
| 1. | «I’m Going Mad»                  | 4:53         |
| 2. | «It All Depends»                 | 3:26         |
| 3. | «Leave Me»                       | 5:04         |
| 4. | «In Search of the Peace of Mind» | 4:59         |

| №                   | Название            | Длительность |
| ------------------- | ------------------- | ------------ |
| 1.                  | «Inheritance»       | 4:40         |
| 2.                  | «Action»            | 3:54         |
| 3.                  | «Lonesome Crow»     | 13:30        |
| Общая длительность: | Общая длительность: | 40:26        |

## Участники записи
Scorpions:
- Клаус Майне — ведущий вокал
- Рудольф Шенкер — ритм-гитара, бэк-вокал;
- Михаэль Шенкер — соло-гитара, бэк-вокал;
- Лотар Хаймберг — бас-гитара, бэк-вокал;
- Вольфганг Дзиони — ударные, бэк-вокал.

Технический персонал:
- Конни Планк — продюсирование, звуковая инженерия;
- Вильям Маки — мастеринг.